# Blazhko (månekrater)
Blazhko er et nedslagskrater på Månen. Det befinder sig på den nordlige halvkugle på Månens bagside og er opkaldt efter den sovjetiske astronom Sergej Blazhko (1870 – 1956).
Navnet blev officielt tildelt af den Internationale Astronomiske Union (IAU) i 1970. 
Krateret observeredes første gang i 1965 af den sovjetiske rumsonde Zond 3.

## Omgivelser
Blazhkokrateret ligger nordvest for Joulekrateret og syd for Gadomskikrateret. Satellitkrateret "Blazhko T", som ligger lige syd for Blazhko, har højere albedo end sine omgivelser og udviser et strålesystem. Den største af disse stråler går sydpå og krydser kraterbunden af Harveykrateret. 

## Karakteristika
Kraterets rand er nogenlunde cirkulær, men med nogle uregelmæssigheder. Der er en lille udadgående bule i randen mod øst-sydøst og en indadgående på den modsatte side. Ligeledes er der en lille udadgående bule langs den nordlige rand. Satellitkrateret "Blazhko F" er forbundet til den østlige rands yderside. Den indre væg mod nordøst er furet med terrasser. Kraterbunden er forholdsvis jævn.

## Satellitkratere
De kratere, som kaldes satellitter, er små kratere beliggende i eller nær hovedkrateret. Deres dannelse er sædvanligvis sket uafhængigt af dette, men de får samme navn som hovedkrateret med tilføjelse af et stort bogstav. På kort over Månen er det en konvention at identificere dem ved at placere dette bogstav på den side af satellitkraterets midte, som ligger nærmest hovedkrateret. Blazhkokrateret har følgende satellitkratere:
| Blazhko | Længde  | Bredde   | Diameter |
| ------- | ------- | -------- | -------- |
| D       | 33,0° N | 145,2° V | 34 km    |
| F       | 31,4° N | 146,7° V | 34 km    |
| L       | 29,3° N | 147,6° V | 44 km    |
| R       | 30,0° N | 149,8° V | 53 km    |

## Måneatlas
- Billeder af Blazhkokrateret i LPI-måneatlasset